# José Luis Galiano
José Luis Galiano Royo (Nájera, La Rioja, 4 de mayo de 1955) es un ilustrador, grafista y dibujante de cómics español.

## Biografía y carrera
Nació en la ciudad riojana de Nájera, pero se crio en Tarragona. Se licenció en Bellas Artes por la Universidad de Barcelona. Con guiones de Alfredo Pons y Marta Guerrero publicó en los años 80 en la revista El Víbora la historieta Internas y Las Aventuras de Sarita. De 1992 a 2002 fue profesor de dibujo en la Escuela-Taller Mas Carandell de Reus. De 2002 a 2021 trabajó como responsable de marketing y comunicación en la Fundación URV (Universidad Rovira i Virgili) de Tarragona.
Las historietas con guiones de Marta & Pons, publicadas en la revista El Víbora se publicaron en álbumes de 64 páginas: Internas (Barcelona, 1985, 1987, 1990, 1993), Cómplices (Barcelona, 1991), Lumis (Barcelona, 1989), Sarita (Barcelona, 1987). Para el extranjero: Dorm Girls (New York, 1991), Pensionatet (Dinamarca, 1988), Bordelet (Dinamarca, 1988).
Desde 1982 realiza cómics e ilustraciones que son publicados en España y varios países extranjeros, con guiones propios, de Marta & Pons y de El Séssar (César Galiano).

## Exposiciones colectivas
- Barcelona en el cómic (Barcelona, 1989)
- La Nouvelle Bande Desinée Espagnole (Angouleme, 1989)
- Makoki 10 años (Barcelona, 1987)
- Perpetuum Movile (itinerante, 1985)